# أنديرا كاستراتوفيتش
أنديرا كاستراتوفيتش (بالمقدونية: Индира Кастратовиќ)‏ مواليد 2 أكتوبر 1970 في بانيا لوكا، جمهورية البوسنة والهرسك الاشتراكية، هي لاعبة كرة يد مقدونية. مثلت منتخب مقدونيا لكرة اليد للسيدات. فازت بالدوري المقدوني لكرة اليد للسيدات 12 مرة.

## روابط خارجية
- أنديرا كاستراتوفيتش على موقع الاتحاد الأوروبي لكرة اليد (الإنجليزية)